# Ōnusa

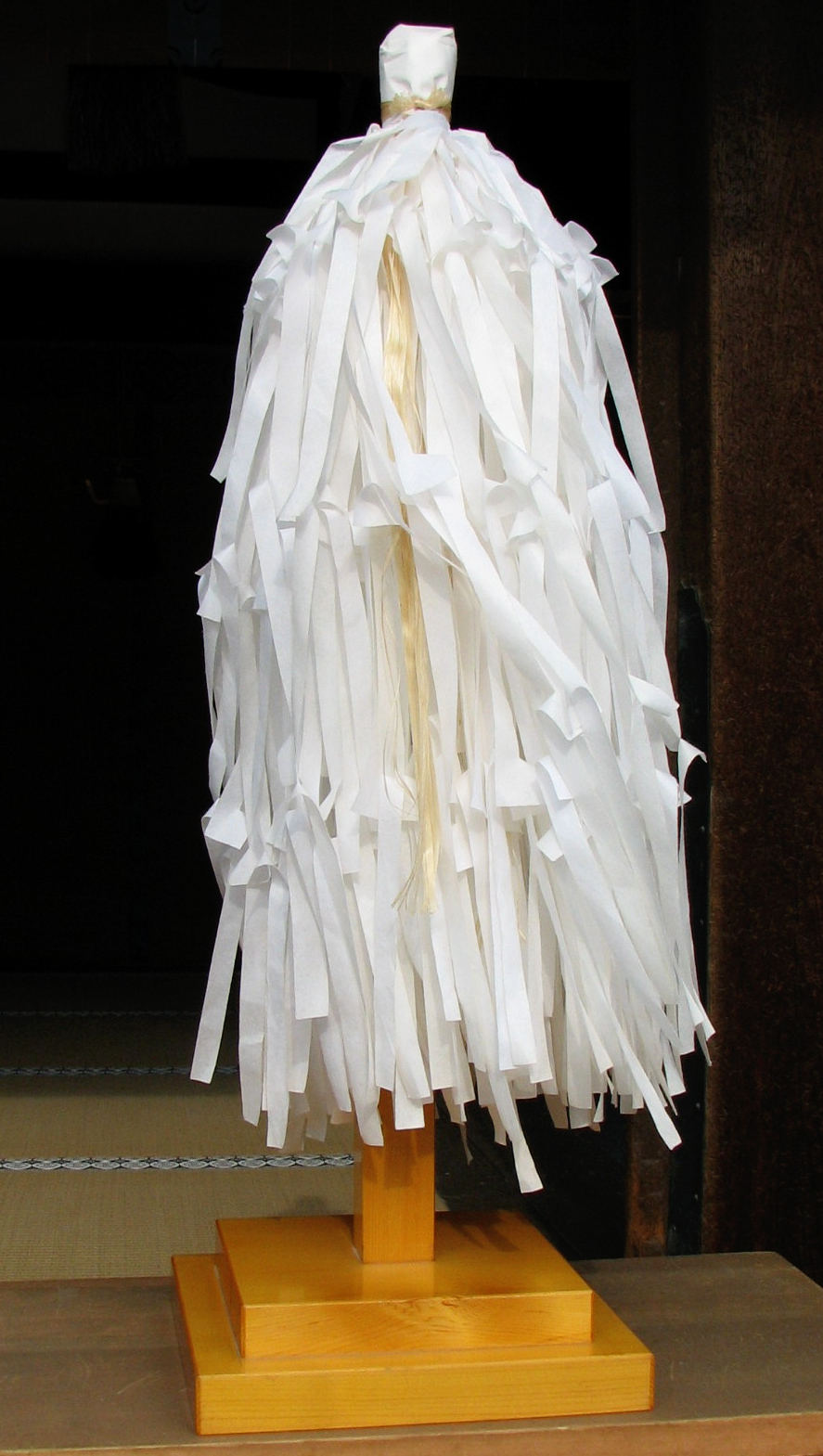
Un ōnusa.

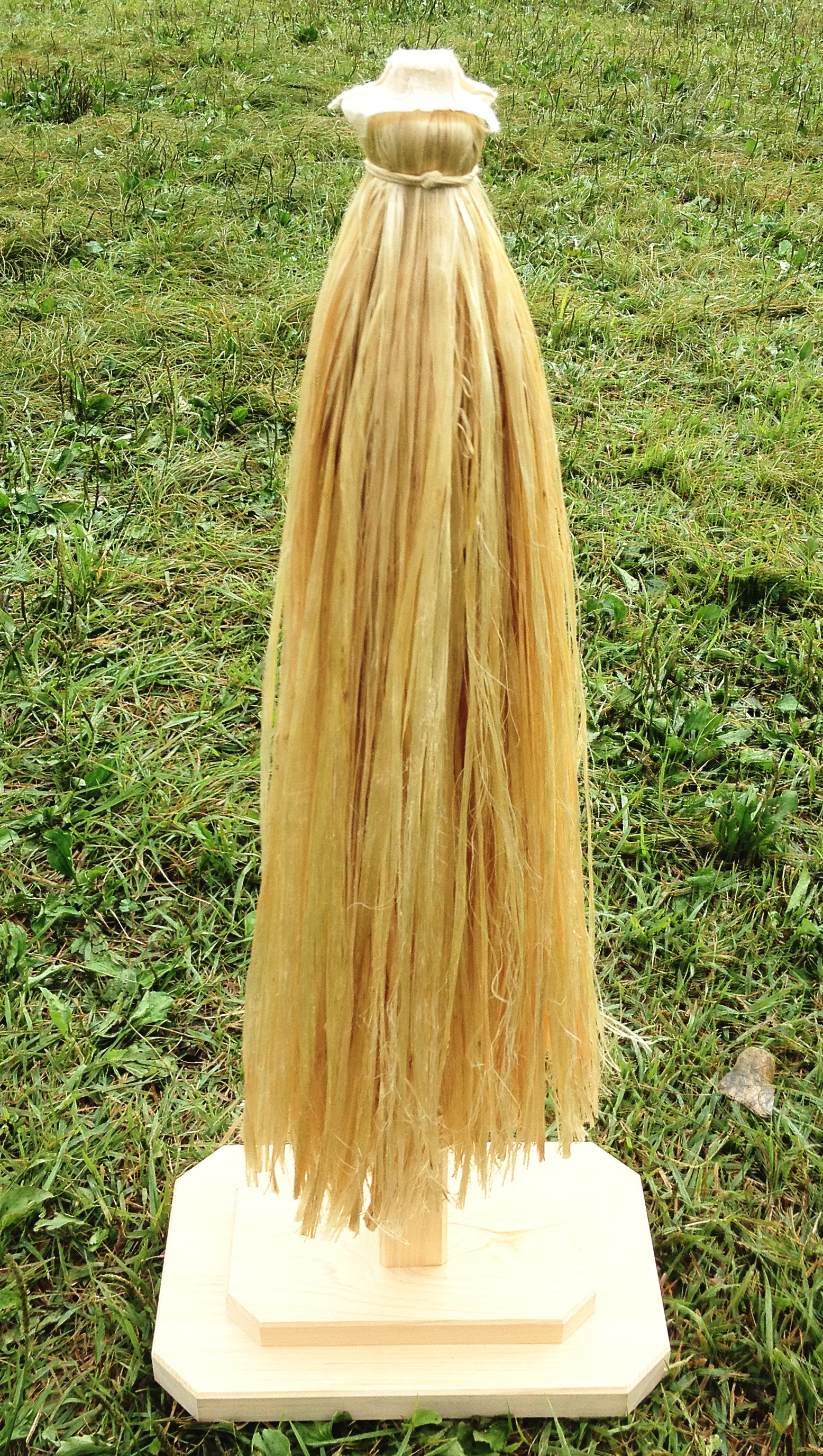
ōnusa sans les shide

Un ōnusa (大麻 ou 大幣), également prononcé taima (大麻, たいま ou 太麻) (signifiant lin) ou simplement nusa (幣) est une baguette magique en bois recouvert de paille de lin, utilisée lors des rituels shinto. Il est décoré de plusieurs shide (serpentins de papier en zigzag). Quand les shide sont fixés à un bâton hexagonal ou octogonal, il peut également s'appeler haraegushi (祓串). Il est agité de gauche à droite pendant les rituels de purification du harae.
Les ōnusa ne doivent pas être confondus avec le hataki, qui leur ressemble beaucoup.